# Los Angeles Legends
Los Angeles Legends is een Amerikaanse voetbalclub uit Los Angeles, Californië. De club speelt in de USL Premier Development League, de Amerikaanse vierde klasse.

## Geschiedenis
De club werd opgericht in 2006 toen het de franchise van Springfield Storm overnam. Het team uit Springfield verhuisde naar Los Angeles en nam de naam Los Angeles Storm aan. In 2008 werd de naam gewijzigd in Los Angeles Legends.

## Seizoen per seizoen
| Jaar | Divisie | League  | Regulier Seizoen | Playoffs                | Open Cup            |
| ---- | ------- | ------- | ---------------- | ----------------------- | ------------------- |
| 2006 | 4       | USL PDL | 6de, Southwest   | Niet gekwalificeerd     | Niet gekwalificeerd |
| 2007 | 4       | USL PDL | 5de, Southwest   | Niet gekwalificeerd     | Niet gekwalificeerd |
| 2008 | 4       | USL PDL | 6de, Southwest   | Niet gekwalificeerd     | 1ste ronde          |
| 2009 | 4       | USL PDL | 2de, Southwest   | Divisional halve finale | Niet gekwalificeerd |